# Wetterkreuz (Tauberbischofsheim)
Das Wetterkreuz bei Tauberbischofsheim im Main-Tauber-Kreis in Baden-Württemberg ist ein Kulturdenkmal aus dem Jahre 1714.

## Geschichte

### Vorgeschichte
Die Wegkreuzung des Wetterkreuzes wurde schon in der Zeit vor der Zeitenwende genutzt, da sich an diesem Standort die beiden Keltenfernstraßen Main-Neckar und Spessart-Hohenlohe trafen. Auch ein Opferstein im nahegelegenen „Heidenkessel“ war vermutlich keltischen Ursprungs und Teil einer ehemaligen Kultstätte.

### Geschichte des Wetterkreuzes
Das Wetterkreuz wurde 1714 zum „ewigen Andenken“ an einen großen Gewitterschaden errichtet und ist heute auf vielen Wanderkarten ausgewiesen. Sein Postament bildete den Grenzstein eines äußerst seltenen „Fünfländerecks“ auf kommunaler Ebene zu den ehemaligen Gemarkungen der fünf Altgemeinden (Distelhausen, Dittigheim, Dittwar, Lauda und Oberlauda), deren Ortswappen darauf abgebildet sind. Nach der Gebietsreform in Baden-Württemberg sind die angrenzenden Altgemeinden teils nurmehr Ortsteile und Dittigheim ist nicht mehr unmittelbarer Anlieger. Das Wetterkreuz wurde von einem Grünsfelder Bildhauer geschaffen, im Jahre 1849 wurde es renoviert. Nachdem einer der beiden Kastanienbäume, die das Wetterkreuz einrahmen, einen Sturm im Jahre 2011 nicht überstanden hatte, wurde an der gleichen Stelle ein neuer Kastanienbaum gepflanzt.